# Dungeon Keeper
Dungeon Keeper (engl., frei übersetzt „Kerkermeister“) ist eine Echtzeit-Strategiespielserie, in dem der Spieler unterirdische Raumkomplexe (sogenannte Dungeons) baut, um Monster anzusiedeln, mit deren Hilfe er die Unterwelt erobern kann. Die Spiele zeichnen sich unter anderem durch seinen originellen Schauplatz und die parodistische Umkehr der in Rollenspielen üblichen Rollenverteilung aus: Hier führt der Spieler als „böser“ Kriegsherr die Monster, während die Gegner „gute“ Helden darstellen.

## Dungeon Keeper

### Entwicklung
Dungeon Keeper wurde von Bullfrog Productions unter der Leitung des bekannten Spieleentwicklers Peter Molyneux entwickelt. Nach Vollendung des Spiels verließ dieser Bullfrog, um die Lionhead Studios zu gründen. Der Nachfolger Dungeon Keeper 2 entstand ohne Molyneuxs Beteiligung. Eine später erschienene Goldedition von Dungeon Keeper enthält eine Spielerweiterung, die sogenannten Deeper Dungeons, und integrierte einen Patch für 3D-Graphikbeschleunigung über Direct3D.

### Spielprinzip und Besonderheiten

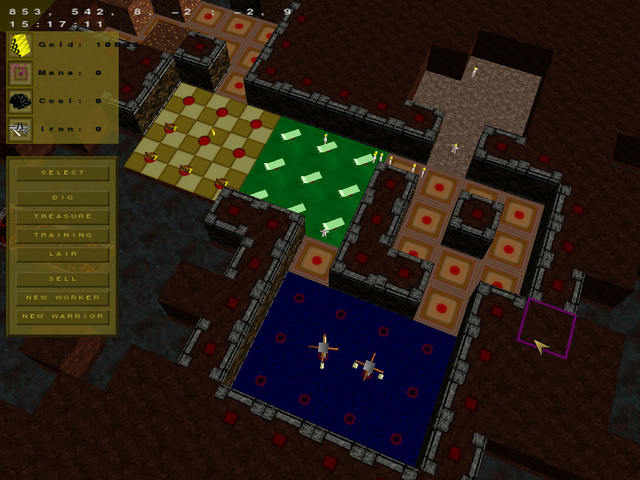
Spielbildschirm des Dungeon-Keeper-Klons Dungeon Digger. Spielmechanik, Dungeonstruktur und Perspektive auf Dungeon repräsentativ für Dungeon Keeper.
Mitte links: Menü zur Auswahl verschiedener Räume (nicht-repräsentativ)
Links oben: Ressourcen, die der Spieler angesammelt hat, um den Dungeon auszubauen oder Kreaturen zu rekrutieren.
Rechts: Blick von schräg oben („Vogelperspektive“) auf den Dungeon mit den teilweise ausgebauten Räumen.

Das Spiel wird in der für Strategiespiele üblichen Vogelperspektive dargestellt. Angeleitet und kommentiert wird der Spielverlauf von einem Off-camera-Sprecher. Am Beginn eines Levels startet der Spieler mit einer als Dungeon-Herz bezeichneten Zentrale, die es um jeden Preis zu schützen gilt (eine Zerstörung des Herzens bedeutet das Spielende). Zusätzlich gibt es einige Imps, Gnom-ähnliche Wesen, die unter der Anleitung des Spielers neue Räume ins Erdreich graben, Gold abbauen und Wände verstärken. Von dem abgebauten Gold kann der Spieler spezielle Raumausstattungen kaufen, welche die Bevölkerung des Dungeons mit Monstern ermöglichen. Fertiggestellte Räume locken bestimmte Arten von Kreaturen an und dienen gleichzeitig einer bestimmten Aufgabe. So kann man beispielsweise mit dem Bau einer Bibliothek Zauberer anlocken, die dort neue Zaubersprüche erforschen, die anschließend dem Spieler unmittelbar zur Verfügung stehen. Damit sich die Kreaturen dauerhaft in die Dienste des Spielers begeben, muss er ihnen zumindest einen Schlafsaal zum Ruhen und eine Hühnerfarm zur Ernährung bauen sowie sie regelmäßig mit Gold entlohnen.
Die Kreaturen sind großenteils Monster, die aus typischen Fantasy-Rollenspielen als Dungeon-Bewohner bekannt sind, beispielsweise Spinnen, Trolle, Höllenhunde, Skelette und Vampire. Darunter sind auch einige originelle Neuschöpfungen, wie beispielsweise die Eiserne Jungfrau (im engl. Original: Dark Mistress), die eine Mischung aus einer Domina und einer Amazone darstellt, oder der Teufler (engl.: Bile Demon), ein schwergewichtiger, roter Dämon mit Kriegsflegeln an den Hörnern. Eine besondere Kreatur ist der Horny (engl.: Horned Reaper), ein großer und starker Dämon, der eine Sense als Waffe trägt. In Dungeon Keeper 2 gehört er nicht zu den gewöhnlichen Kreaturen, sondern kann nur für kurze Zeit auf Kosten der Manavorräte beschworen werden.

#### Basisbau und Kampf
Ein grundlegender Unterschied zu gewöhnlichen Echtzeit-Strategiespielen (z. B. Command & Conquer) ist hier, dass der Spieler beim Basisbau keine vorgefertigten Module auf die Karte setzt, sondern stattdessen innerhalb eines kleinteiligen Rasters die Größe und Form der einzelne Gänge und Räume frei gestalten kann und dabei lediglich durch bereits vorhandene Höhlen, Felsformationen oder Wasserläufe eingeschränkt wird. Eine sinnvolle Anordnung der einzelnen Räume und der festungsartige Ausbau des Dungeons wirken sich dabei günstig auf den weiteren Spielverlauf aus.
Hat der Spieler durch die Anlage entsprechender Räume eine hinreichend große Truppe von Kreaturen in seinem Dungeon angesiedelt und seine Kämpfer trainiert, kann er diese gegen Helden kämpfen lassen, die in die Unterwelt eingedrungen sind, oder gegen die Kreaturen rivalisierender Dungeon-Keeper. Jede Spielfigur kann mittels eines Stufensystems bis auf einen Level von 10 ansteigen. Um zu einem Kampf zu gelangen, müssen sich die Monster nicht – wie sonst in Strategiespielen die Regel – zu Fuß dorthin bewegen. Sie können stattdessen vom Spieler aufgenommen und dann unmittelbar am Ort des Kampfgeschehens abgeworfen werden, wodurch die Kämpfe eine hohe Dynamik bekommen.

#### Micromanagement und Symbiose-Funktion
Im eigenen Dungeon agieren die Kreaturen recht eigenständig und gehen von selbst zum Essen, Schlafen und ihrer jeweiligen Arbeit nach. Doch es bleibt dem Micromanagement des Spielers überlassen, dass sie dabei möglichst effizient eingesetzt werden (beispielsweise trainieren nicht alle Kreaturen von sich aus).
Die meisten Kreaturen haben ein bestimmtes Fachgebiet: Aufklärung, Forschung, den Bau von Türen und Fallen, Bewachung oder Kampf.
Bestimmte Spezies, zum Beispiel Spinnen und Fliegen, sind verfeindet und bekämpfen einander, wenn beide im selben Raum schlafen oder arbeiten müssen. Auch auf solche Einzelheiten ist bei der Anlage der Räume zu achten. Falls der Spieler den Bedürfnissen seiner Kreaturen nicht genügend Rechnung trägt, kann sich ihre Stimmung verschlechtern, was im schlimmsten Fall zum Seitenwechsel oder zum Verlassen des Dungeons führt.
Ein weiteres innovatives Feature war, dass der Spieler mit dem „Symbiose-Zauber“ die unmittelbare Kontrolle über eine seiner Kreaturen übernehmen kann. Er sieht die Spielumgebung dann aus der Egoperspektive und kann Fallen ausweichen oder sie zerstören und allgemein die Fähigkeiten der Figur klüger und gezielter einsetzen. Diese zum Zeitpunkt der Veröffentlichung des Spiels einmalige Funktion ist beispielsweise dann nützlich, wenn man einzelne strategische Schläge gegen den Gegner ausführen will oder fremdes Gebiet erkunden will, auf dem man seine Kreaturen nicht abwerfen kann.

#### Spielziel
Das Spielziel kann im Einzelspielermodus je nach Level unterschiedlich formuliert sein, meistens geht es darum, seinen Dungeon aufzubauen und dann mit seinen Kreaturen entweder eine Zielperson unter den Helden zu eliminieren oder die Dungeons gegnerischer Keeper zu erobern.
Für den Mehrspielermodus gibt es insgesamt 15 Multiplayer-Levels. Das Spielziel ist dasselbe wie im Einzelspielermodus, nur wird die Anzahl der anderen Keeper durch die beteiligten Spieler bestimmt.

### Rollentausch von Gut und Böse
Dungeon Keeper ist in einer Rollenspiel-typischen Fantasy-Welt angesiedelt, verkehrt die übliche Ordnung auf parodierende Weise jedoch in ihr Gegenteil. Während man in üblichen Rollenspielen oft als Held düstere Dungeon-Komplexe durchstreift, um Schätze zu finden und Monster zu erschlagen, übernimmt man hier die Rolle eines finsteren Kriegsherrn, der auf der Seite der Monster steht. Die in die Unterwelt eindringenden Helden werden hier (besonders in den zynischen Kommentaren des als Berater fungierenden Sprechers) als einfältig dargestellt.
Dem Spieler sind auch einige sonst als unmoralisch oder grausam geltende Verhaltensweisen erlaubt: So darf er gefangene Gegner foltern, um sie zur Preisgabe von Informationen oder zum Überlaufen zu zwingen. Wahlweise können Gefangene auch im Kerker verhungern, wonach sie als wandelnde Skelette die eigenen Reihen verstärken. Die eigenen Kreaturen können durch Ohrfeigen zur Arbeit angetrieben werden oder in einem Tempel geopfert werden, wobei für bestimmte Monsterkombinationen im Gegenzug stärkere Monster in den Dungeon kommen.
Abgesehen von diesen Details fordert das Spielprinzip jedoch, dass der Spieler gegenüber den unter seiner Obhut stehenden Kreaturen eine ausgesprochen fürsorgliche Haltung einnimmt: Wenn er den vielfältigen Bedürfnissen der Dungeon-Bewohner nicht hinreichend Rechnung trägt, verschlechtert sich deren Laune sehr schnell und sie verlassen den Dungeon, was zur erheblichen Schwächung der eigenen Position führt.

### Zensur
Das Spiel wurde in Deutschland für zwei unterschiedliche Altersfreigabestufen zensiert:
Bei der USK-16-Version wurde die Folteranimation einer Figur in eine weniger anstößige Folter – bei der die Kreatur nicht erkannt wird – ersetzt, die Sterbeanimation einer anderen verkürzt sowie die Blut-Effekte verringert. Diese Änderung kann jedoch durch eine Änderung in einer Konfigurationsdatei leicht behoben werden.
Für die USK-12-Version wurden zusätzlich sämtliche Folteranimationen durch die verborgene Folter durch Stacheln im Boden ersetzt, bei der die Figur nicht erkannt wird.

## Dungeon Keeper 2
Der ebenfalls von Bullfrog Productions entwickelte Nachfolger von Dungeon Keeper wurde 1999 veröffentlicht und basiert auf einer technisch fortgeschrittenen Grafik-Engine, welche die Spielwelt nun vollständig in 3D zeigt (beim Vorgänger waren noch einzelne Elemente wie z. B. die Spielfiguren zweidimensionale Grafiken, sogenannte Sprites). Das Spielprinzip wurde fortgeführt und in einigen Details weiterentwickelt. Einige Bestandteile, wie beispielsweise die Menüführung, wurden vereinfacht: individuelle Angaben über Eigenschaften, Lohnhöhe etc. der Figuren sind nun z. B. nicht mehr einzusehen. Andere Spielelemente sind hingegen komplexer geworden. So ist es beispielsweise nicht mehr möglich, seine Kreaturen im Trainingsraum einfach bis auf die maximale Stufe hochzutrainieren. Stattdessen kann nun im Trainingsraum maximal die Stufe 4 erreicht werden, über Zweikämpfe in einer Arena maximal die Stufe 8, und die Stufen 9 bis 10 nur im richtigen Kampf.
Eine weitere Änderung ist, dass auf der Karte für einen Kampf abgeworfene Kreaturen erst eine kurze Zeit (die Dauer ist abhängig von der jeweiligen Spezies) betäubt liegen bleiben und so lange schutzlos sind, wodurch es nicht mehr so einfach ist, den Gegner durch massives Abwerfen zu überrollen.
Der auch schon im Vorgänger angelegte humorvolle Unterton wurde bei Dungeon Keeper 2 noch mehr in den Vordergrund gestellt, insbesondere in den zahlreichen Zwischensequenzen des Spiels.

## Dungeon Keeper 3
Ein dritter Teil der Serie war in Entwicklung. In einem Trailer hierzu, der in Dungeon Keeper 2 enthalten war, betrat die Hauptkreatur Horny die Erdoberfläche, was den Plänen für den neuen Teil der Serie entsprach, der nicht mehr (ausschließlich) unter, sondern auch auf der Erde spielen sollte. Ebenso sollte eine neue Rasse eingeführt und ein umfangreicher Multiplayer-Modus hinzugefügt werden. Aufgrund der anhaltend schlechten Verkaufszahlen von Dungeon Keeper 2 und des Vorrangs von Projekten für die PlayStation 2 wurde die Entwicklung jedoch nur wenige Monate nach der offiziellen Ankündigung des Spiels eingestellt.
Das Unternehmen Bullfrog war später, nach Abbruch der Entwicklung von Dungeon Keeper 3 und dem Ausbleiben neuer Projekte, vom Eigentümer EA mit dem britischen Studio EA UK zusammengelegt worden. Einige der für Dungeon Keeper 3 verantwortlichen Entwickler wechselten zuvor und anschließend zu Lionhead, wo sie an Black & White und Black & White 2 arbeiteten.

## Neuauflage: Dungeon Keeper für Smartphones
Nach einem Testlauf 2013 in Kanada machten Electronic Arts und Entwickler Mythic Entertainment am 30. Januar 2014 eine Neuauflage von Dungeon Keeper auch in Deutschland bei Google Play und im iTunes-App-Store zugänglich. Dabei wird sehr stark auf das Free2Play-Modell gesetzt, Dungeon Keeper kann kostenlos heruntergeladen werden, zusätzliche Inhalte und ein beschleunigtes Spiel kosten allerdings Geld.
Obwohl das Spiel auf Gelegenheitsspieler zugeschnitten ist, kann es ohne den Erwerb der Premium-Währung „Diamanten“ nicht in annehmbarer Zeit gespielt werden. So dauert das Graben eines Tunnels pro Feld bis zu 24 Stunden, unter Einsatz der Premium-Währung ist dies jedoch sofort erledigt. Von verschiedenen Kritikern und Fans der Reihe wurde das Spiel deswegen als kaum spielbar bewertet. Spieler, die zum Einsatz der Premium-Währung motiviert werden sollten, wurden im Spiel dafür verhöhnt.
4Players bemängelte, dass man offensiv zum Geldausgeben gedrängt wird, und vergab eine schlechte Bewertung von 1 % (Endnote: Ungenügend) für die mobile Neuauflage. Auch Computer Bild Spiele riet vom Download ab. Im App Store und auf Google Play erreicht das Spiel dagegen eine gute Wertung, weil durch eine positive Bewertung zusätzliche Premium-Währung erhalten werden kann. Zudem verlangt die Software nach einer E-Mail mit schriftlicher Begründung für eine schlechtere Wertung, was im Gegensatz zu einem einfachen Knopfdruck für eine 5-Sterne-Bewertung ein erheblicher Mehraufwand ist.
Peter Molyneux, der Erfinder des ursprünglichen Dungeon Keeper, war schockiert und bezeichnete das Konzept der Neuauflage als „lächerlich“:

“What? This is ridiculous. I just want to make a dungeon. I don't want to schedule it on my alarm clock for six days to come back for a block to be chipped.”

„Das ist lächerlich. Ich will einfach nur einen Dungeon bauen. Ich will meinen Wecker nicht auf sechs Tage stellen müssen, um dann für einen einzelnen abgetragenen Block zurückzukehren.“

Der Metascore von Dungeon Keeper für Smartphones beträgt 42 %, bei einem Userscore von 0,3 von 10 Punkten.
Da man im Spiel zum Geldausgeben gedrängt wird, untersagte die Advertising Standards Authority Publisher Electronic Arts Dungeon Keeper in Großbritannien als „Free2Play“-Titel zu bewerben. Dafür sei das kostenlose Gameplay zu limitiert.

## Ähnliche Spiele
Das von ehemaligen Bullfrog-Mitgliedern gegründete Entwicklerstudio Mucky Foot veröffentlichte 2001 Startopia, in dem das Grundprinzip von Dungeon Keeper auf eine Raumstation übertragen wurde. Das Spiel ist allerdings eher als Wirtschaftssimulation konzipiert.
Das 2004 erschienene Strategiespiel Evil Genius ähnelt Dungeon Keeper insoweit, als man hier in der Rolle eines Bösewichts aus der Ära der Spionagefilme der 1950/60er Jahre eine geheime Basis aufbaut.
Overlord ist ein 2006 veröffentlichtes Action-Adventure, das Dungeon Keeper in Bezug auf die parodierende Umkehrung der Fantasy-typischen Rollenverhältnisse ähnelt.

### Dungeons
2011 erschien mit Dungeons vom deutschen Entwicklerstudio Realmforge ein Strategiespiel, das sich ausdrücklich an Dungeon Keeper orientiert. Die Spielmechanik unterscheidet sich jedoch in einigen wesentlichen Punkten vom Vorbild und wird von einigen Reviewern als ein eher mikromanagementlastiges Tycoonspiel beschrieben.

### War for the Overworld

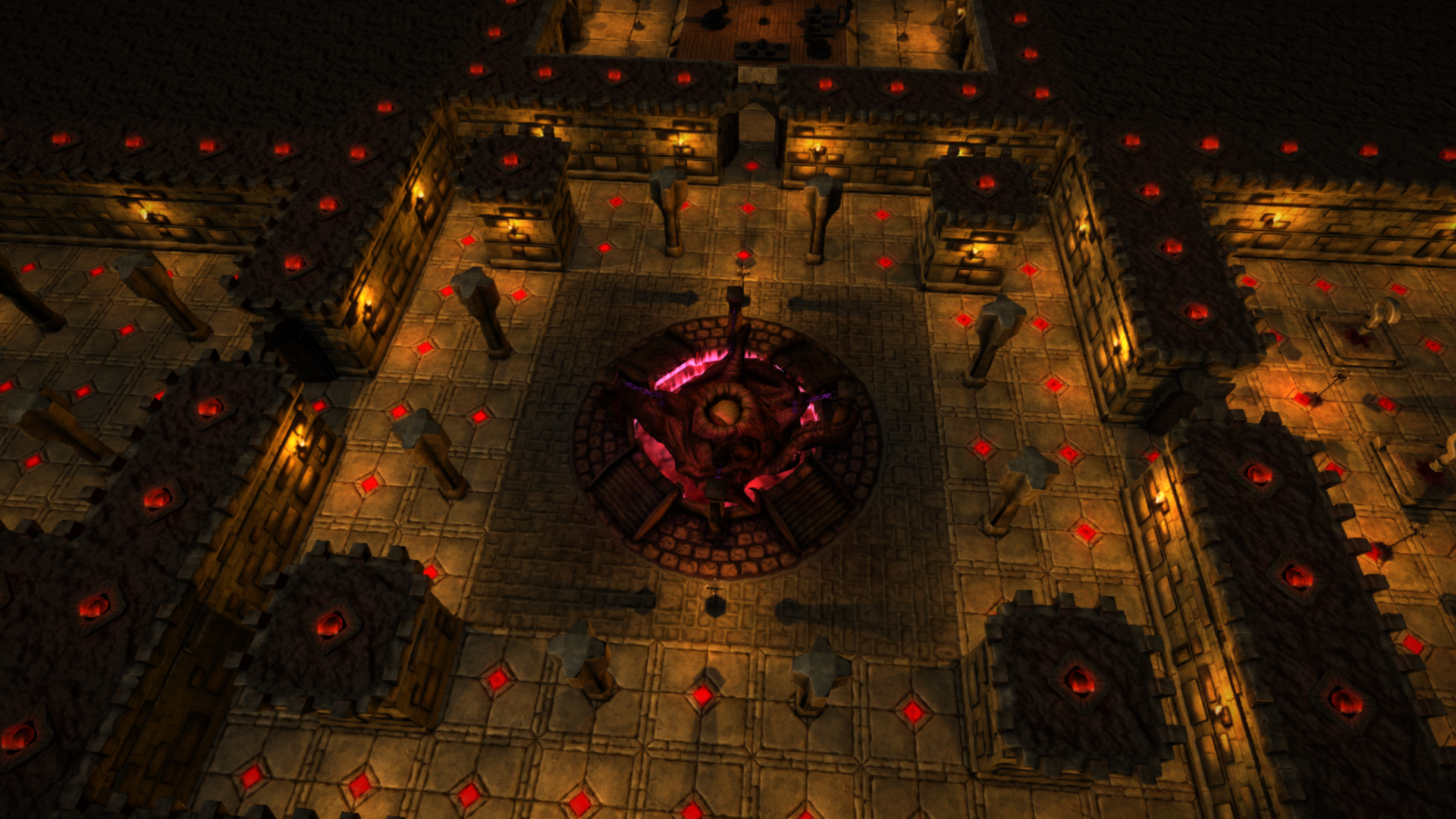
Screenshot: Blick von oben auf einen Dungeon aus War for the Overworld

Im Mai 2015 wurde mit War for the Overworld eine vom Dungeon-Keeper-Schöpfer Peter Molyneux unterstützte Neuauflage verfügbar, welche nach einer erfolgreichen Crowdfunding-Kampagne 2012 entwickelt wurde.
Mit Dwelvers ging 2015 eine weitere Alternative als Steam Early Access in die Entwicklung.